# Meade County (Jižní Dakota)
Meade County je okres ve státě Jižní Dakota v USA. V roce 2014 zde žilo 26 951 obyvatel. Sídelním městem je Sturgis.

## Historie
Okres vznikl 7. února 1889. Jméno získal podle Fort Meade, které zde fungovalo jako vojenské stanoviště v roce 1878. Název Meade byl odvozen podle generála George Meadea.

## Sousední okresy
| Růžice kompasu | Butte County                | Perkins County    |                | Růžice kompasu |
| Růžice kompasu |                             | Sever             | Ziebach County | Růžice kompasu |
| Růžice kompasu | Meade County (Jižní Dakota) |                   | Ziebach County | Růžice kompasu |
| Růžice kompasu | Jih                         |                   | Ziebach County | Růžice kompasu |
| Růžice kompasu | Lawrence County             | Pennington County |                | Růžice kompasu |